# Virginia Beach Sportsplex
O Virginia Beach Sportsplex é um complexo esportivo em Virginia Beach, Virginia . O nome é mais comumente atribuído ao estádio de futebol presente no complexo, inaugurado em 1999. 
Tem uma capacidade permanente de 6.000 lugares, em dois decks de assentos, embora possa ser expandida para 17.000 para jogos de futebol americano. Foi o primeiro estádio específico para futebol construído de raiz nos Estados Unidos. O Sportsplex está localizado em frente ao Complexo Atlético Princesa Anne e perto do Anfiteatro Veterans United Home Loans .

## História
O estádio principal era o campo do Hampton Roads Piranhas, time feminino da W-League, que se tornou de fato a melhor liga feminina do país após o fim da Women's United Soccer Association . Foi originalmente sua casa de 1999 a 2002. Em 2003, os Piranhas mudaram seus jogos em casa para um estádio menor no campus do Virginia Wesleyan College, próximo à fronteira da cidade com Norfolk.

Foi também a casa dos Virginia Beach Mariners (USL-I) e dos Virginia Beach Submariners (PDL). Em 2007, a franquia foi encerrada e, como resultado, os Piranhas adquiriram os Submariners e os renomearam como Piranhas, um reflexo de sua equipe feminina. Ambas as equipes jogaram no Virginia Beach Sportsplex para a temporada de 2010 da W-League e da Premier Development League. O estádio é agora a sede da Virginia Rush Organization, bem como a sede das equipes U16 e U18 da US Soccer Development Academy. É também a casa da equipa de rúgbi Norfolk Blues e da equipa de futebol semi-profissional Southern Virginian Trojans.  O estádio também recebeu o Virginia Destroyers da United Football League, que jogou duas temporadas abreviadas no Sportsplex e para quem a capacidade do estádio foi dobrada.